# Lampe anti-insectes
 (septembre 2012).
Si vous disposez d'ouvrages ou d'articles de référence ou si vous connaissez des sites web de qualité traitant du thème abordé ici, merci de compléter l'article en donnant les références utiles à sa vérifiabilité et en les liant à la section « Notes et références ».

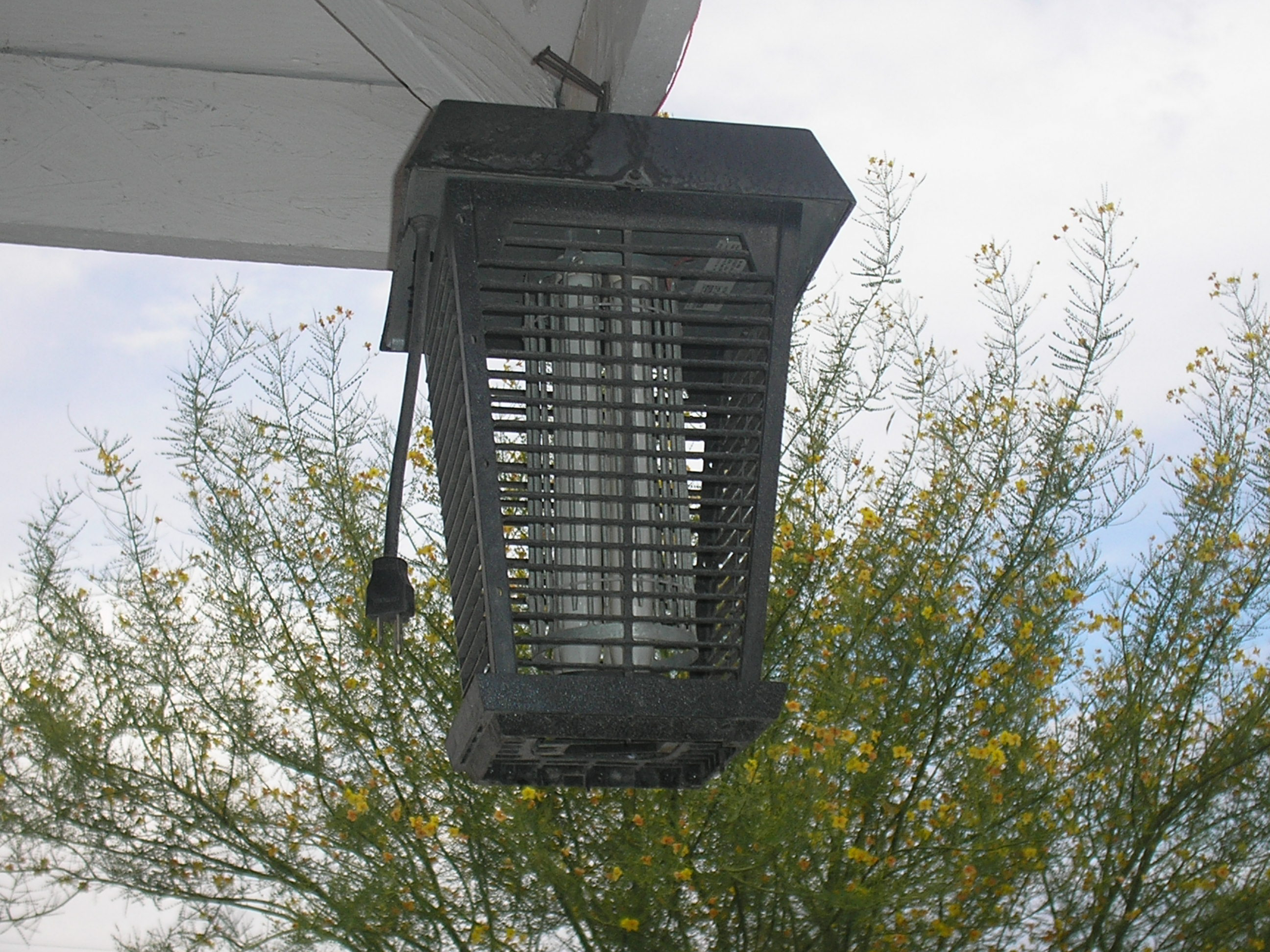
Lampe anti-insectes extérieure, éteinte, de jour.

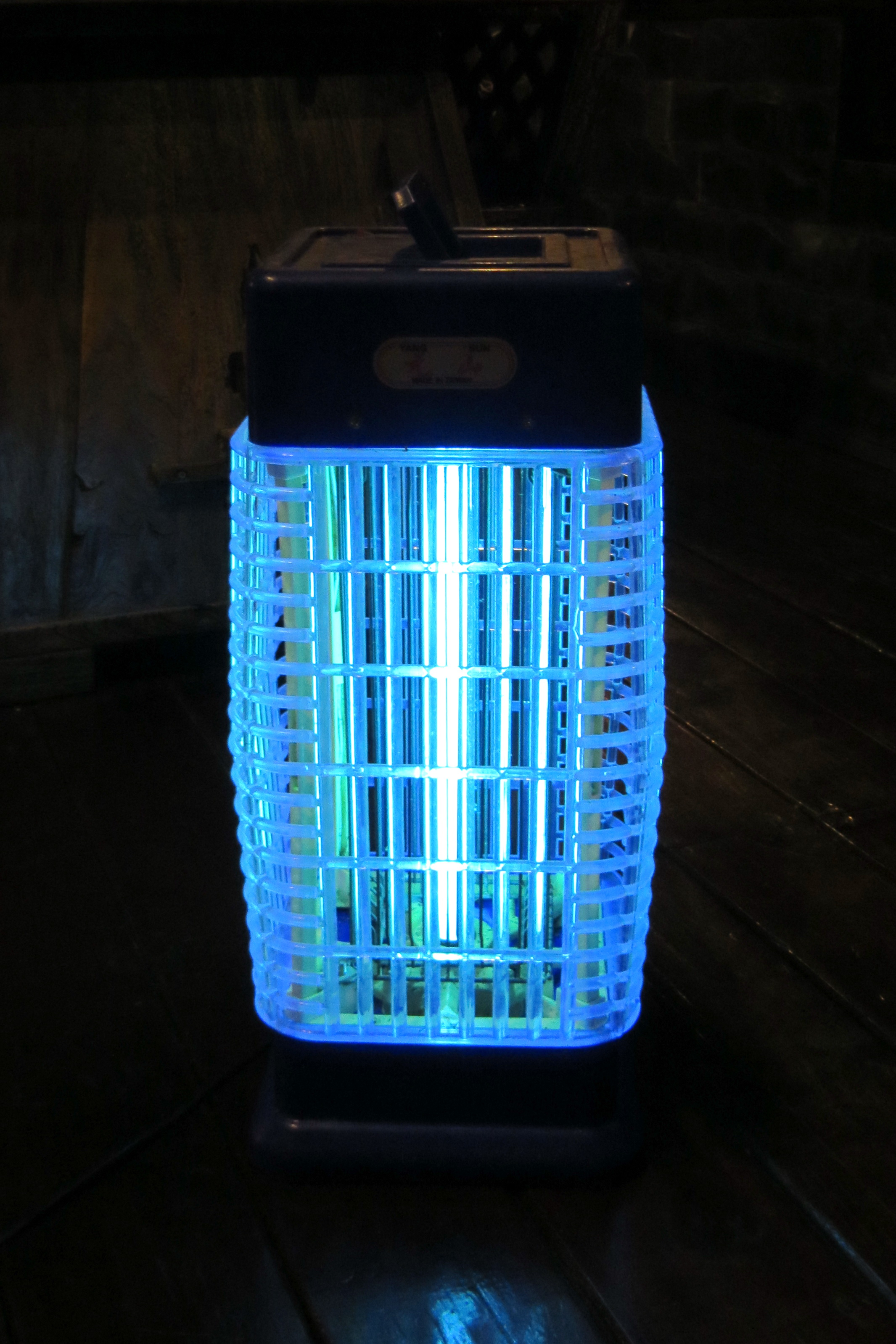
Lampe anti-insectes intérieure, allumée, dans l'obscurité.

Une lampe anti-insectes ou désinsectiseur électrique a pour but d'attirer et de tuer les insectes volants considérés comme nuisibles.
Elle se compose d'une lampe émettant de la lumière (visible et ultraviolette), entourée d'une grille métallique avec des fils alternativement branchés sur deux potentiels électriques élevés, qui électrocute les insectes, et à l’extérieur d'une grille en plastique de protection intégrée au support. Il sert à attirer les insectes de nuit par phototropisme qui sont foudroiés les insectes qui sont récupérés dans un bac situé sur le fond de l’appareil.
Les moustiques ne sont donc qu'exceptionnellement les victimes de telles lampes anti-insectes car pour se diriger, ils dédaignent généralement la lumière pour se concentrer sur le dioxyde de carbone émis par leurs proies, même en très faibles concentrations (jusqu'à 50 parties par million seulement).
Il existe également des systèmes à plaques adhésives, le tube est placé devant une plaque adhésive. Le désinsectiseur électrique est souvent utilisé dans les restaurants, industrie agroalimentaire, industrie pharmaceutique, industrie cosmétique, etc. contre les mouches et autres insectes volants. 